# Miljan Škrbić
Miljan Škrbić (in serbo Миљан Шкрбић?; Crvenka, 18 settembre 1995) è un calciatore serbo, difensore del Madura Utd.

## Carriera
Il 1º luglio 2021 viene acquistato a titolo definitivo dalla squadra serba del Radnički Niš.

## Statistiche

### Presenze e reti nei club
Statistiche aggiornate al 26 aprile 2022.
| Stagione               | Squadra                | Campionato             | Campionato | Campionato | Coppe nazionali | Coppe nazionali | Coppe nazionali | Coppe continentali | Coppe continentali | Coppe continentali | Altre coppe | Altre coppe | Altre coppe | Totale | Totale |
| Stagione               | Squadra                | Comp                   | Pres       | Reti       | Comp            | Pres            | Reti            | Comp               | Pres               | Reti               | Comp        | Pres        | Reti        | Pres   | Reti   |
| ---------------------- | ---------------------- | ---------------------- | ---------- | ---------- | --------------- | --------------- | --------------- | ------------------ | ------------------ | ------------------ | ----------- | ----------- | ----------- | ------ | ------ |
| 2012-2013              | OFK Belgrado           | SL                     | 5          | 1          | CS              | 1               | 0               |                    | -                  | -                  |             | -           | -           | 6      | 1      |
| 2013-2014              | OFK Belgrado           | SL                     | 7          | 1          | CS              | 1               | 0               |                    | -                  | -                  |             | -           | -           | 8      | 1      |
| 2014-2015              | OFK Belgrado           | SL                     | 0          | 0          | CS              | 0               | 0               |                    | -                  | -                  |             | -           | -           | 0      | 0      |
| 2015-2016              | OFK Belgrado           | SL                     | 6          | 1          | CS              | 1               | 1               |                    | -                  | -                  |             | -           | -           | 7      | 2      |
| Totale OFK Belgrado    | Totale OFK Belgrado    | Totale OFK Belgrado    | 18         | 3          |                 | 3               | 1               |                    | -                  | -                  |             | -           | -           | 21     | 4      |
| 2016-2017              | Krško                  | 1.SNL                  | 12         | 5          | CS              | 1               | 0               |                    | -                  | -                  |             | -           | -           | 13     | 5      |
| 2017-2018              | Krško                  | 1.SNL                  | 33         | 11         | CS              | 2               | 0               |                    | -                  | -                  |             | -           | -           | 35     | 11     |
| Totale Krsko           | Totale Krsko           | Totale Krsko           | 45         | 16         |                 | 3               | 0               |                    | -                  | -                  |             | -           | -           | 48     | 16     |
| gen.-giu. 2019         | Giresunspor            | 1L                     | 3          | 0          | CT              | -               | -               |                    | -                  | -                  |             | -           | -           | 3      | 0      |
| feb.-giu. 2020         | Zrinjski Mostar        | PL                     | 3          | 1          | CB              | 1               | 0               | UEL                | -                  | -                  |             | -           | -           | 4      | 1      |
| 2020-2021              | Zrinjski Mostar        | PL                     | 6          | 0          | CB              | 0               | 0               | UEL                | 0                  | 0                  |             | -           | -           | 6      | 0      |
| Totale Zrinjski Mostar | Totale Zrinjski Mostar | Totale Zrinjski Mostar | 9          | 1          |                 | 1               | 0               |                    | 0                  | 0                  |             | -           | -           | 10     | 1      |
| 2021-2022              | Radnički Niš           | SL                     | 19         | 9          | CS              | 0               | 0               |                    | -                  | -                  |             | -           | -           | 19     | 9      |
| Totale carriera        | Totale carriera        | Totale carriera        | 94         | 30         |                 | 7               | 1               |                    | 0                  | 0                  |             | -           | -           | 101    | 31     |